# Онищенко, Владимир Иванович (учёный)
Влади́мир Ива́нович Они́щенко (укр. Володимир Іванович Онищенко, 1924—?) — советский и украинский организатор образования и науки, учёный в области прикладной математики и механики. Ректор Днепропетровского горного института (1973—1982).

## Биография
Владимир Онищенко родился в 1924 году.
В 1950 году окончил Днепропетровский государственный университет. Сразу после окончания университета начал работать на кафедре строительной и теоретической механики Днепропетровского горного института (ДГИ) в должности ассистента (1950—1953). В 1958 году защитил диссертацию на соискание учёной степени кандидата физико-математических наук. В 1960 году было присвоено учёное звание профессора. Был деканом физико-технического факультета, проректором по учебной работе, ректором (1973—1982). С 1973 по 1993 год возглавлял кафедру строительной, теоретической и прикладной механики ДГИ.
Автор работ в области пространственной теории упругости, прочности и устойчивости конструкций летательных аппаратов, напряженно-деформированного состояния горного массива, элементов конструкции горных машин, подъемных канатов.